# ناکاگیو، کیوتو
ناکاگیو (به لاتین: Nakagyō-ku) یک منطقهٔ مسکونی در ژاپن است که در کیوتو واقع شده‌است. ناکاگیو ۷٫۴۱ کیلومتر مربع مساحت و ۱۰۹٬۳۴۱ نفر جمعیت دارد.